# Marian Nałęcz

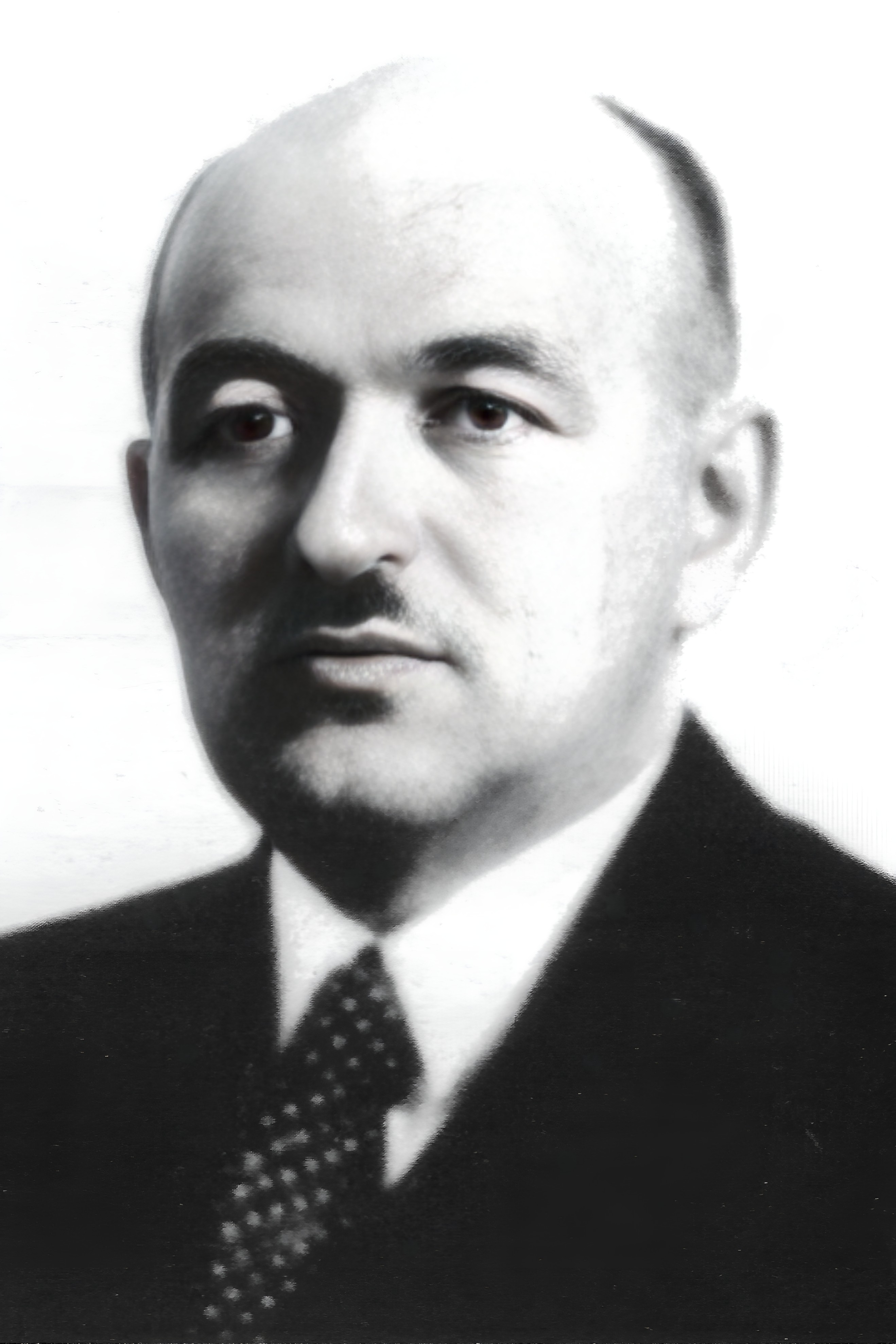
Marian Nałęcz

Marian Nałęcz (ur. 6 października 1901 w Makowie Mazowieckim, zm. 10 lutego 1972 w Warszawie) – polski nauczyciel, dyrektor gimnazjów w Pułtusku, Płocku i Falenicy, uczestnik tajnego nauczania.

## Życiorys
Był synem właściciela restauracji Stanisława i Marianny z Biedrzyckich. Po ukończeniu szkoły w Pułtusku pracował jako nauczyciel w Makowie i Różanie (1921–1924). Uzyskał też dyplom studiów wyższych z historii. Od 1924 uczył historii w szkole, którą ukończył: w Gimnazjum im. Piotra Skargi w Pułtusku, w latach 1930–1933 pełnił funkcję jego dyrektora. Od 1933 do 1939 pozostawał dyrektorem Państwowego Gimnazjum im. Władysława Jagiełły w Płocku. Wśród jego zasług w kierowaniu tą placówką było zorganizowanie na wysokim poziomie pracowni fizycznej i geograficznej oraz podniesienie poziomu pracowni przyrodniczej, wyposażenie szkoły w projektor dźwiękowy, znaczne rozbudowanie księgozbioru biblioteki szkolnej, nie zdołał natomiast sfinalizować projektu budowy sali gimnastycznej w związku z wybuchem wojny.
Był członkiem Towarzystwa Naukowego Płockiego. W 1933 zainicjował powstanie oddziału płockiego Wszechsłowiańskiego Związku w Polsce i został jego przewodniczącym.
W czasie niemieckiej okupacji kierował przez jakiś czas szkołą podstawową w Miedzeszynie, a jednocześnie wraz z żoną Lidią z Wittmajerów organizował i od września 1941 prowadził tajne nauczanie na terenie Falenicy pod Warszawą. W sierpniu 1944 zaczęto organizować normalną szkołę w Falenicy, od 1 września 1945 funkcjonującą jako Samorządowe Gimnazjum i Liceum pod kierownictwem Nałęcza. Był on dyrektorem szkoły w Falenicy (po przyłączeniu Falenicy do Warszawy w 1950 upaństwowionej i przekształconej w XXV Liceum Ogólnokształcące) do 1961, kiedy zły stan zdrowia zmusił go do przejścia na emeryturę po 40 latach pracy. W holu budynku szkoły został uhonorowany tablicą pamiątkową. W 1964 owdowiał, ostatnie lata życia spędził w Warszawie jako mieszkaniec domu seniora im. Matysiaków na warszawskiej Saskiej Kępie. Został pochowany na cmentarzu ewangelicko-augsburskim przy ulicy Młynarskiej w Warszawie.